# Awaphora kikuchii
Awaphora kikuchii is een halfvleugelig insect uit de familie Aphrophoridae. De wetenschappelijke naam van deze soort is voor het eerst geldig gepubliceerd in 1940 door Matsumura.